# Convento de San Francisco Extraponte
El convento de San Francisco Extraponte fue una institución franciscana construida en el siglo XIV en Zamora. Es conocido por haber sido el lugar de reposo del polígrafo Juan Gil de Zamora, estrecho colaborador de Alfonso X el Sabio y preceptor de su hijo, Sancho IV de Castilla. La denominación "extraponte" proviene de su cercanía al puente viejo. El convento se encuentra a comienzos del siglo XXI en estado de restauración. La capilla del Deán fue construida en el siglo XVI bajo la dirección de Gil de Hontañón y desde 2007 alberga una sala de exposiciones y conferencias. Desde el año 1994 es la sede de la Fundación Hispano-Portuguesa Rei Afonso Henriques.
El 12 de mayo de 2022 fue declarado bien de interés cultural, con la categoría de monumento, mediante un acuerdo publicado en el Boletín Oficial de Castilla y León el día 16 de ese mismo mes.